# Maglarps sandtag
Maglarps sandtag är ett kommunalt naturreservat i Trelleborgs kommun i Skåne län.
Området är naturskyddat sedan 2010 och är 8 hektar stort. Reservatet består av en nerlagd sandtäkt.